# أحمد عبد الله (لاعب كرة قدم)
أحمد محمد عبد الله هو لاعب كرة قدم ولد في جدة غربي السعودية ويلعب في خانة الوسط مع فريق بارنت الإنجليزي.

## النشأة
ولد أحمد عبد الله في مدينة جدة في الثاني عشر من شهر نوفمبر العام 1991 من أب صومالي وأم يمنية وانتقل مع عائلته إلى ضاحية إنفيلد شمال العاصمة الإنجليزية لندن عندما كان في الثامنة من عمره .

## حياته المهنية
بدأ أحمد يداعب الكرة منذ نعومة أظافره فقرر الالتحاق بفريق الشباب في النادي اللندني أرسنال قبل أن ينتقل في العام 2008 إلى نادي وست هام يونايتد وكان يبلغ حينها 16 عاماً.
أحمد وقع أول عقد احترافي له مع نادي وست هام يونايتد في صيف العام 2011 ثم في شهر أغسطس من نفس السنة وقع اللاعب عقد انتقال إلى نادي سويندون تاون على سبيل الإعارة حتى يناير 2012 باحثاً عن فرصة المشاركة أساسياً, أحمد صنع أول ظهور له في الثالث من سبتمبر 2011 في مباراة فريقه ضد نادي روذيرهام يونايتد والتي انتهت بفوز الفريق بثلاثية مقابل هدفين .
بعد انتهاء فترة الإعارة وقع اللاعب عقد إعارة آخر مع فريق ديغنهام وريدبريدج في يناير 2012 .
لكن بعد عودة اللاعب إلى وست هام قرر النادي تسريح اللاعب فقرر أن يوقع عقداً مؤقت وقصير مع ديغنهام حتى نهاية الموسم.
و في الرابع من يوليو 2013 وقع اللاعب عقداً احترافياً مع نادي بارنت أحد أندية الدرجة الثانية .

## روابط خارجية
- أحمد عبد الله على موقع قاعدة بيانات كرة القدم.إي يو (الإنجليزية)
- أحمد عبد الله على موقع Soccerbase.com (لاعب) (الإنجليزية)